# Ratufa černoprstá
Ratufa černoprstá (Ratufa macroura), někdy uváděná jako ratufa cejlonská je druh velké veverky žijící na Srí Lance a v lesích jižní Indie.

## Výskyt
Druh byl pozorován v lužních lesích řeky Kávérí v jižní Indii a také v kopcovitých lesích poloostrovní Indie. Vyskytuje se také na Srí Lance jako poddruh Ratufa macroura dandolena. V červeném seznamu IUCN je ratufa černoprstá označena jako téměř ohrožený druh kvůli ničení jejího přirozeného prostředí.